# بيدرو ساس
بيدرو ساس (بالبرتغالية: Pedro Sass Petrazzi‏) هو لاعب كرة قدم برازيلي في مركز الوسط، ولد في 15 سبتمبر 1990 في Jaboticabal ‏ في البرازيل. لعب مع ليفادياكوس ونادي شاختار قراغندي.

## وصلات خارجية
- بيدرو ساس على موقع قاعدة بيانات كرة القدم.إي يو (الإنجليزية)
- بيدرو ساس على موقع Soccerway.com (الإنجليزية)